# 쿠라파티

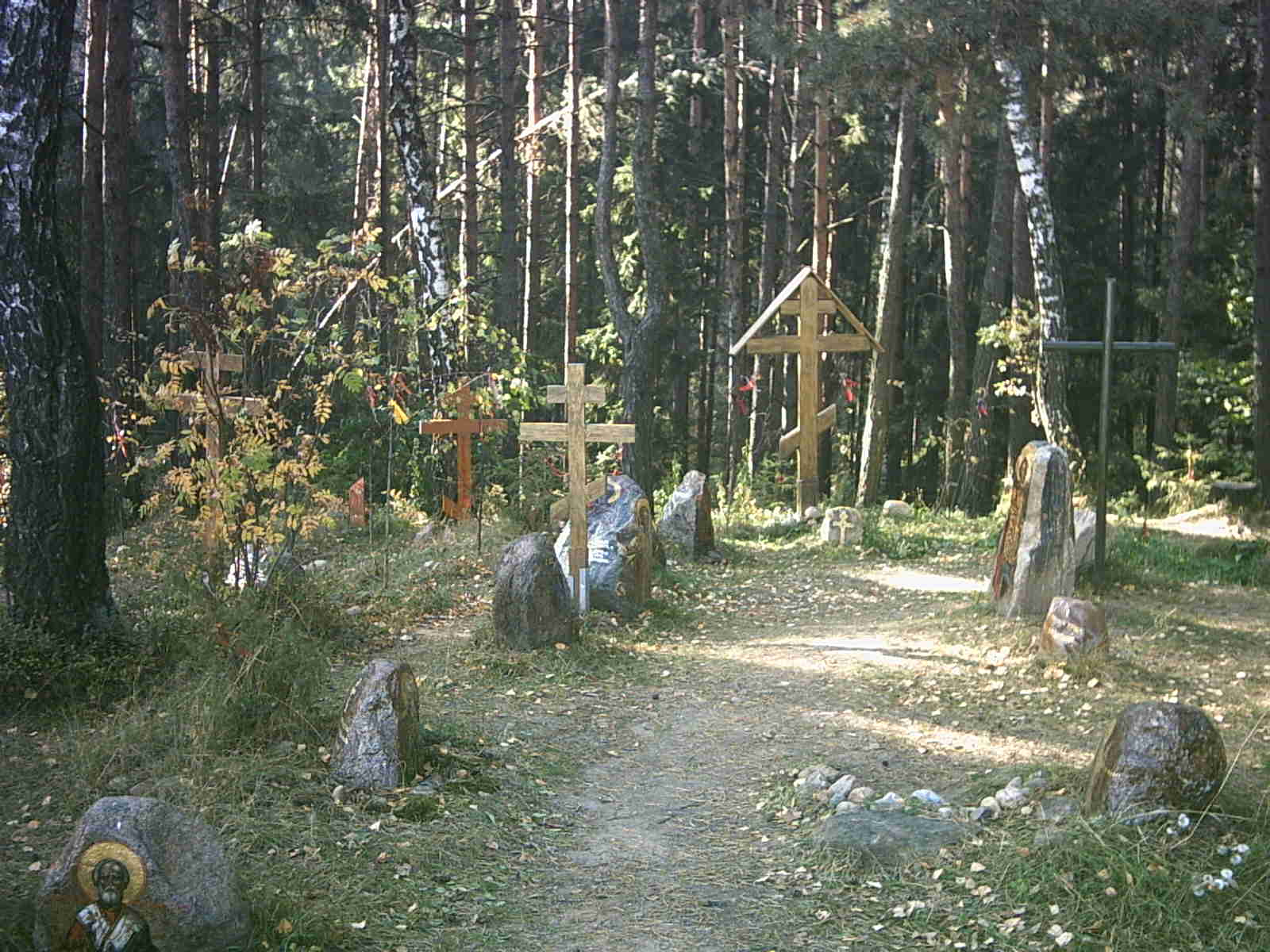
쿠라파티 묘지

쿠라파티(벨라루스어: Курапаты)는 벨라루스 민스크 외곽에 있는 삼림 지역으로, 1937년부터 1941년 사이 소련 비밀 경찰인 내무인민위원부에 의한 대숙청 기간 동안 수많은 사람이 처형된 곳이다. 정확한 피해자 수는 NKVD 기록 보관소가 벨라루스에 분류되어 있기 때문에 불확실하다. 다양한 출처에 따르면 쿠라파티에서 사망한 사람의 수는 적어도 최소 30,000명에서 250,000명으로 추산된다. 피해자의 대부분은 벨라루스 지식인이었다.
2004년에 쿠라파티 대량 무덤은 벨라루스 문화유산 등록부에 1급 문화유산으로 포함되었다.